# メアク・レコーズ
メアク・レコーズ(Merck Records)は、アメリカのレコードレーベル。テクノの中でもエレクトロニカ、IDMを中心にリリースをしている。フロリダ州マイアミにレーベルは所在する。
レーベルの創設は2000年1月。Gabe Kochにより設立された。
2006年中にレーベル閉鎖することがアナウンスされていたが、実際には2007年1月まで活動は継続した。リリース数はCD51枚、レコード50枚である。なお傘下のNaritaレーベルは活動を継続する模様。

## 所属アーティスト
アルバム等のリリースがあるアーティスト:
- Adam Johnson
- Blamstrain
- Deceptikon
- Deru
- Esem
- Helios
- Ilkae
- Kristuit Salu vs. Morris Nightingale (Jimmy Edgar)
- Lackluster
- Lateduster
- Landau
- Machinedrum
- Md
- Mr. Projectile
- Malcom Kipe
- Proem
- Proswell
- Secede
- Syndrone
- Tiki Obmar

その他、コンピレーションやEP等に参加しているアーティスト:
- Aphilas
- Brothomstates
- Cepia
- Epstein
- Eu
- Frank & Bill
- Jemapur
- Kiyo
- Komp
- Lexaunculpt
- Logreybeam
- Novel 23
- Sabi
- Sense
- Tim Koch (Thug)
- Tstewart
- Twerk
- Xela
- Xhale